# Weissach
För andra betydelser, se Weissach (olika betydelser).
Weissach är en kommun och ort i Landkreis Böblingen i regionen Stuttgart i Regierungsbezirk Stuttgart i förbundslandet Baden-Württemberg i Tyskland.  Weissach, som för första gången nämns i ett dokument från år 1100, har cirka 
8 000 invånare.